# 小行星3963
小行星3963（英語：3963 Paradzhanov）是一颗围绕太阳公转的小行星。1969年10月8日，柳德米拉·切爾尼赫在克里米亚发现了此天体。
这颗小行星的绝对星等为285.4727071115392等。